# Monument à Pierre IV de Portugal
Le Monument à Pierre IV de Portugal (en portugais : Monumento a D. Pedro IV) est situé sur la place de la Liberté (en portugais : Praça da Liberdade) dans la ville de Porto, au Portugal.

## Historique
C'est une statue équestre en bronze réalisée par le sculpteur français Célestin-Anatole Calmels. La première pierre a été posée le 9 juillet 1862. Le monument a été inauguré le 19 octobre 1866. Il mesure 10 mètres de hauteur et pèse cinq tonnes.
La statue représente Pierre IV de Portugal paré avec l'uniforme du cinquième régiment de chasseurs (Regimento de Caçadores n.º 5 en portugais) et coiffé d'une sorte de bicorne qui étaient ses vêtements habituels. Dans la main droite, il tient la Charte Constitutionnelle de 1826 et dans l'autre, les rênes du cheval.

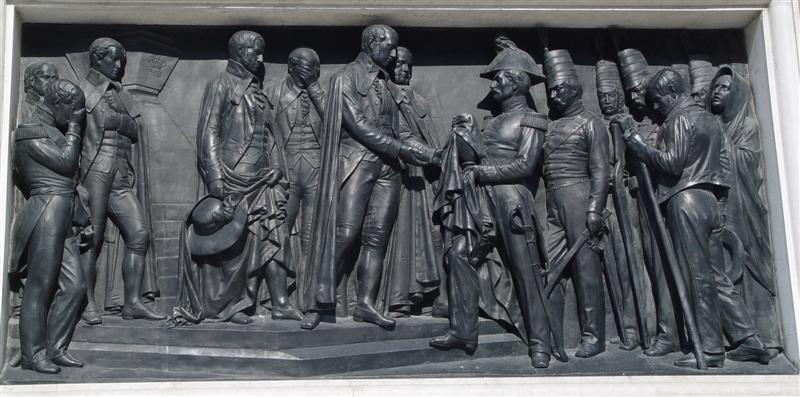
La Livraison du cœur de Pierre à Porto.

Le piédestal est orné de deux bas-reliefs représentant des scènes de la vie de Pierre IV. Les bas-reliefs originaux ont été réalisés en marbre de Carrare, plus tard ils ont été remplacés par d'autres en bronze. Ceux-ci ont été volés en 2007, l'année où la statue a été restaurée selon le programme Porto com Pinta. Mais quand les échafaudages ont été retirés, les plaques avaient disparu. Deux répliques ont été posées en mars 2008 grâce à des photographies des originaux. L'une des deux représente Le Débarquement de Mindelo où l'on voit Pierre IV donner le drapeau à Tomás de Melo Breyner. La seconde montre La Livraison du cœur de Pierre à Porto. Le cœur est conservé à l'église de Lapa.